# Пицен (Италия)

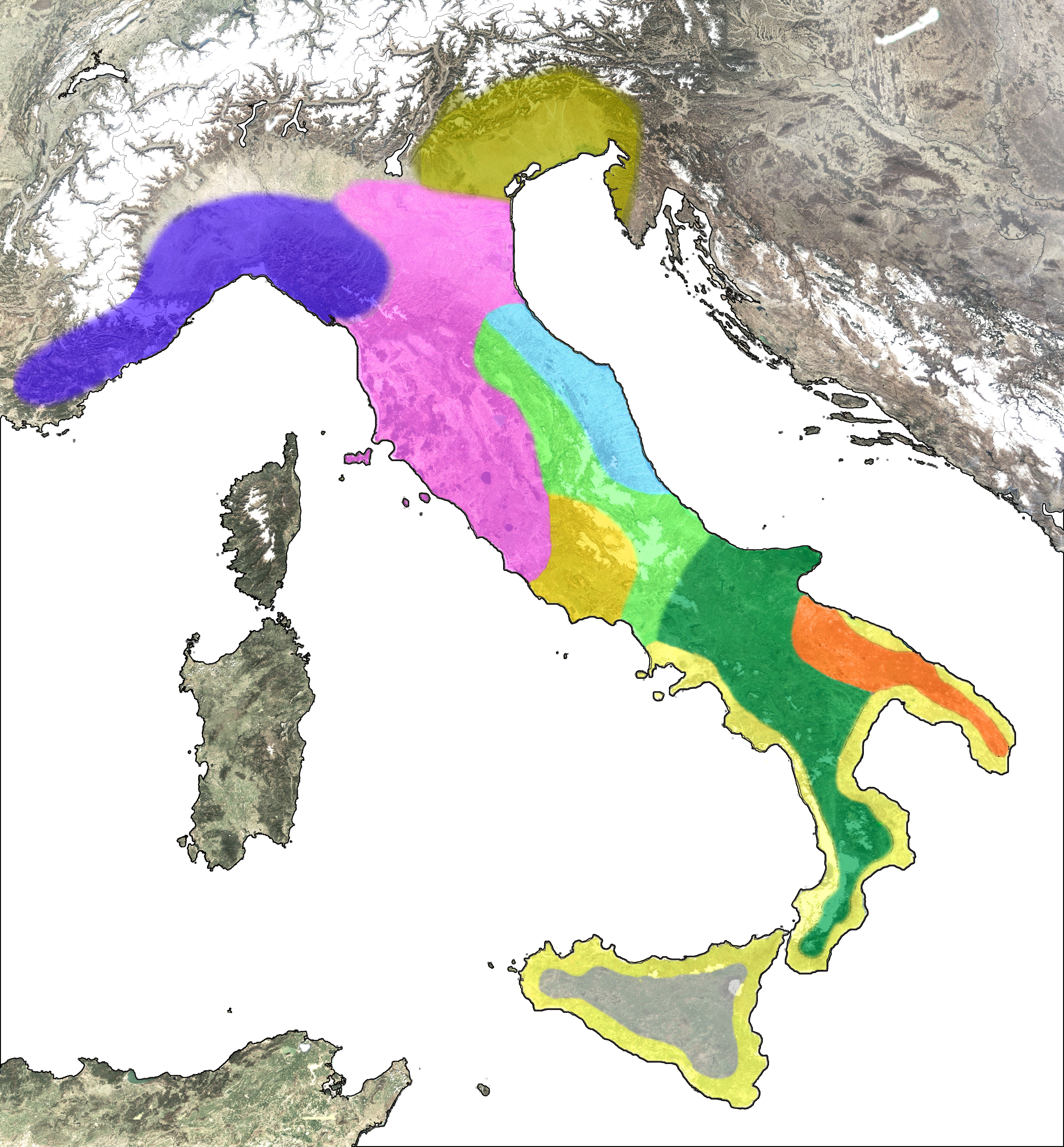
Области древней Италии.
Лигуры
Венеты
Этрурия
Пицен
Умбры
Латины
Самний
Мессапы
Великая Греция

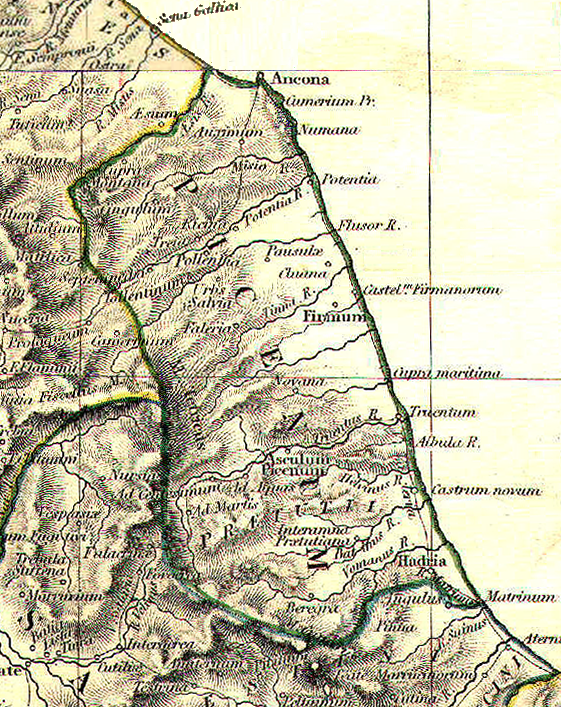
Провинция V Августа — Пицен, из Атласа William R. Shepherd 1911 года

Пице́н (лат. Picenum, др.-греч. Πικηνόν, Πικεντίνη) — область древней Италии.
Название является экзонимом, введённым римлянами, которые завоевали и включили Пицен в состав Римской республики. Пицен был родиной Гнея Помпея Великого и его отца, Помпея Страбона. Сейчас данный регион называется Марке. Пицены были коренным населением области, при этом они говорили на двух неродственных языках — северопиценском и южнопиценском. Они основали религиозный центр в Купра-Мариттима в честь богини Cupra.

## География
Согласно Страбону Пицен располагался между Апеннинами и Адриатическим морем от устья реки Эзино (лат. Aesis) на юге до Castrum в устье реки Тронто (лат. Truentinus), около 800 стадий. Страбон относит следующие города в Пицен: с севера на юг Анкона, Авксим, Септемпеда (Сан-Северино-Марке), Pneuentia, Потенца-Пичена, Фирм Пицен с портом в Кастелл (Порт-ди-Фермо), Купра Маритима, Трент (Truentum) на реке Truentinus (Тронто) и, наконец, Кастр Нов (Castrum Novum) и Матрин (Matrinum) на реке Matrinus (Piomba), к югу от Сильви в Абруццо. Это список прибрежных общин. Страбон также упоминает Адрию (Атри, Италия) и Аскул Пицен (лат. Asculum Picenum, Асколи-Пичено) в составе Пицена. Страбон пишет, что территория Пицена с востока на запад изменяется неравномерно.